# Natalie Venclová
Natalie Venclová (* 27. listopadu 1945 Praha) je česká archeoložka, specialistka na dobu laténskou, působící v Archeologickém ústavu AV ČR v Praze. Je jednou z nejvýraznějších osobností současné české archeologie.

## Odborné vzdělání a zaměstnání
- 1964–1969: studium archeologie na Filosofické fakultě University Karlovy
- 1973: PhDr.
- 1973–1974: pravěké oddělení Národního muzea
- 1974–1976: odborná tajemnice Československé společnosti archeologické při Archeologickém ústavu ČSAV
- od 1976: Archeologický ústav ČSAV (nyní AV ČR)
- 1985: CSc.
- 1986–1990: vedoucí archivu ARÚ
- 1990–1992: zástupkyně ředitele ARÚ
- 1993–1998: předsedkyně vědecké rady
- od 1999: opět zástupkyně ředitele

Byla či je členkou domácích i zahraničních institucí, redakčních rad aj. Je laureátkou evropské ceny „Prix Evelyne Encelot“ pro obor archeologie za rok 2002. Přednáší na Západočeské univerzitě v Plzni. Je úspěšnou řešitelkou řady vědeckých projektů GAČR.
Její specializací je mlaší doba železná (laténská), pravěké sídlištní, industriální a rituální aktivity, prostorová archeologie, kromě jiného je přední odbornicí na problematiku pravěkého a laténského skla v Česku a ve střední Evropě.
Jejím manželem byl český archeolog Slavomil Vencl († 23. 6. 2019), specialista na dobu kamennou.

## Výběr z publikací
- Otázky etnické příslušnosti podmokelské a kobylské skupiny, Archeologické rozhledy 25, 1973, 41-71
- Nástin chronologie laténských skleněných náramků v Čechách, Památky archeologické 71, 1980, 61-92
- Prehistoric glas in Bohemia, Praha 1990
- Mšecké Žehrovice in Bohemia. Archaeological background to a Celtic hero, 3rd-2nd cent. B.C., (s příspěvky dalších autorů). Sceaux 1998
- Výroba a sídla v době laténské. Projekt Loděnice, Praha 2001
- Druidové, archeologie a historie, Památky archeologické 93, 2002, 153-172
- Theoretische Modelle zur Produktion und Wirtschaft der Latènezeit. In: C. Dobiat, S. Sievers, T. Stöllner (eds): Dürrnberg und Manching. Wirtschaftsarchäologie im ostkeltischen Raum, Bonn (Habelt) 2002, 33-48.
- Communication within archaeology: do we understand each other? European Journal of Archaeology 10, 2007, Nr. 2-3, 207-222.
- Archeologie pravěkých Čech – Svazek 6: Venclová, Natalie (ed.) et al.: Doba halštatská. Praha 2008.
- Archeologie pravěkých Čech – Svazek 7: Venclová, Natalie (ed.) et al.: Doba laténská. Praha 2008.
- Hutnický region Říčansko, Praha 2008
- Němčice a zpracování skla v laténské Evropě. Archeologické rozhledy 61, 2009, 383-426. (spoluautořiV. Hulínský, J. Frána a M. Fikrle)
- Late Bronze Age mixed-alkali glasses from Bohemia. Archeologické rozhledy 63, 2011, 559-585. (spoluautoři V. Hulínský, J. Henderson, S. Chenery, L. Šulová a J. Hložek)
- Oppidum Stradonice. Výzkum Albína Stockého r. 1929. Fontes Archaeologici Pragenses vol. 38. Pragae (Národní muzeum) 2012. (spoluautoři J. Valentová et al.)
- Němčice and Staré Hradisko. Iron Age glass and glass-working in Central Europe. Praha 2016.